# نيز بيرس
نيز بيرس أو ني برسيه (بالفرنسية: Nez Percé)‏ هي قبيلة هندية في أمريكا الشمالية من عرق ساهابتيان، وتعني الأنوف المثقوبة وهو ما أتى من عاداتهم بوضع أقراط على الأنف، وهم يسمون أنفسهم نيميبو Niimíipuu أو الشعب ولكن بالنسبة للقبائل الأخرى فهي معروفة باسم تشوبونيش، وأراضيهم في السابق كانت تمتد من شرق ولايات واشنطن وأوريغون إلى وسط إيداهو. وسيطروا على مناطق هضبة كولومبيا بمساعدة الخيول.
القبيلة هي واحدة من خمسة قبائل معترف بها اتحاديا في ولاية آيداهو، وتدير محميتها الخاصة عبر حكومة مركزية ذاتية في بلدة لابواي، وتعرف باسم لجنة نيز بيرس القبلية التنفيذية (NPTEC). لا يزال بعض منهم يتحدثون بلغتهم التقليدية، وهي تدير كازينوهين في المنطقة، وتمتلك القبيلة عيادات صحية ومركز الشرطة ومحكمة ولمراكز مجتمعية ومصائد سمك السلمون ومحطة إذاعية وغيرها من الأعمال التي تعزز الوضع الاقتصادي والثقافي لهم.
اليوم، يُعد تفريخ وحصاد وأكل سمك السلمون قوة ثقافية واقتصادية هامة في منطقة نيزبيرس من خلال الملكية الكاملة أو الإدارة المشتركة لمفارخ أسماك السلمون المختلفة، وأهمها الموجودة في بلدات كوسكا وأوروفينو في ايداهو.
عاشت القبيلة في سلام مع البيض، وفي عام 1875 ميلادي أخذ جزء من مستوطناتهم، وذلك بسبب الزعم بأنهم لم ينفذوا شروط المعاهدة، بدأت بعدها النزاعات فاندلعت حرب نيز بيرس بعد سنتين، والقسم الساخط من القبيلة وعددهم حوالي 400 استطاعوا الصمود لأشهر عديدة قبل أن يقبض عليهم الجيش في تلال سويت غراس شمال مونتانا. وضعوا بعدها في محميات ولكنهم نقلوا عام 1884 ميلادي إلى موقع آخر في شمال واشنطن بعد تناقص أعدادهم بسبب المرض، والقسم الرئيسي منهم يعيش في محميات شمال أيداهو.

## الحياة

### طريقة حصول أفراد القبيلة على الغذاء
تعتمد هذه القبيلة بشكل أساسي على صيد الأسماك خاصة سمك السلمون الأحمر، سمك السلمون الفضي، سمك الحفش الأبيض، سمك السلمون المرقط وغيره العديد من الأنواع المختلفة التي تصطاد من شواطئ المحيط الهادئ، بحيث يذهب الأفراد إلى مواقع صيد الأسماك المختلفة وتصطاد الأسماك عن طريق سحبها في شباك كبيرة.
الصيد نشاط اقتصادي مهم لقبيلة نيز بيرس، اليوم يشترك صيادون نيز بيرس في مصائد الأسماك القبلية في نهر كولومبيا، في موسم الصيد يمارس الصيادون طقوس معينة ويقدم الشكر للخالق والأسماك لأنها عادت وقدمت نفسها لأفراد القبيلة كطعام، وبهذه الطريقة كان الأمل قائم أن تعود الأسماك في العام المقبل.
كانت النساء تقوم في جمع وأعداد المحاصيل الغذائية من اجل تخزينها لفصل الشتاء وذلك من اجل الحفاظ على البقاء، ومن بين المحاصيل المهمة التي تعد في هذه القبيلة هي الفواكه المجففة.
يقوم أفراد القبيلة بالعديد من النشاطات التي تؤمن لهم حياتهم مثل صنع المنسوجات من جلود الكلاب أو القنب الهندي.

### الثقافة
تؤمن هذه القبيلة بالأرواح والتي تسمى «وايكنز» والتي حسب اعتقادهم تقدم رابط للعالم غير المرئي للسلطة الروحية، ويقوم «وايكنز» بحمايتهم من الأذى وتصبح روح الوصاية الشخصية، ومن أجل الحصول عليه يذهب الفرد إلى الجبال بمفردهِ في رحلة رؤية يتضمنها الصوم والتأمل على مدى عدة أيام، وأثناء البحث قد يحصل الفرد على رؤية للروح، والتي تظهر على شكل حيوان ثدي وتظهر هذه الرؤية جسديا أو من خلال حلم، بحيث تمنح قوى الحيوان لحاملهِ على سبيل المثال قد تعطي الغزلان سرعة حاملها، وتبقى هذه الصفة مع الشخص حتى يموت.

### القتال من اجل وجود نيز بيرس
قام الأوروبيون والأمريكيون في أواخر القرن التاسع عشر بالضغط على نيز بيرس مما أدى إلى انقسامهم إلى مجموعتين: - قبل أحد الطرفين الانتقال القسري إلى التحفظ والآخر رفض التخلي عن أرضهم الخصبة في إيداهو وأوريجون. وأولئك الذين أبدوا استعدادهم للذهاب إلى التحفظ أبرموا معاهدة في عام 1877 ميلادي، تمت ملاحقة نيز بيرس من قبل أكثر من 2000 جندي من الجيش الأمريكي، أكثر من 300 جندي أمريكي و1000 من نيز بيرس قتلوا خلال هذه الصراعات، أُجبرت غالبية نيز بيرس المتبقية على الاستسلام في 5 أكتوبر 1877 ميلادي بعد معركة جبال بير باو في مونتانا، على بعد 40 ميلاً (64 كم) من الحدود الكندية الأمريكية.
يوجد مسار تاريخي وطني كذكرى للمسار الذي سلكه نيز بيرس في محاولة للفرار إلى كندا. 

### خيول نيز بيرس
عام 1994 ميلادي، أراد نيز بيرس استعادة جزء من ثقافتهم التقليدية للخيول، حيث اعد برنامج تربية انتقائية لخيولهم، التي اعتبرت علامة للثروة والمكانة، ودربوا الأفراد بجودة عالية من الفروسية، أدى الاضطراب الاجتماعي بسبب الضغط من قبل الأمريكيين والحكومة إلى تدمير ثقافة خيولهم في القرن التاسع عشر، إلا ان تمويل برنامج تربية الخيول في القرن العشرين من قبل وزارة الصحة والخدمات الإنسانية الأمريكية ومنظمة غير ربحية تسمى «معهد الأمم الأولى للتنمية».

### خارجية
- http://www.friendsnezpercebattlefields.org/
- http://www.nezpercehorseregistry.com/main.html

- Official tribal site
- http://www.critfc.org/
- https://www.nps.gov/nepe/index.htm

## معرض صور

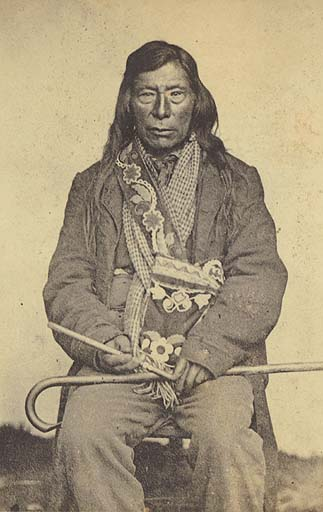
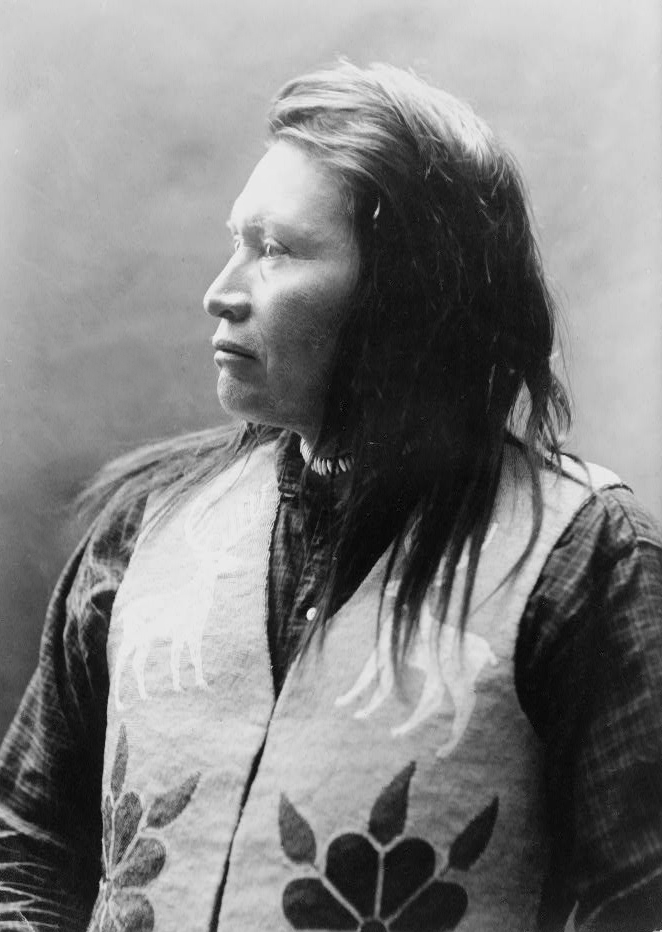
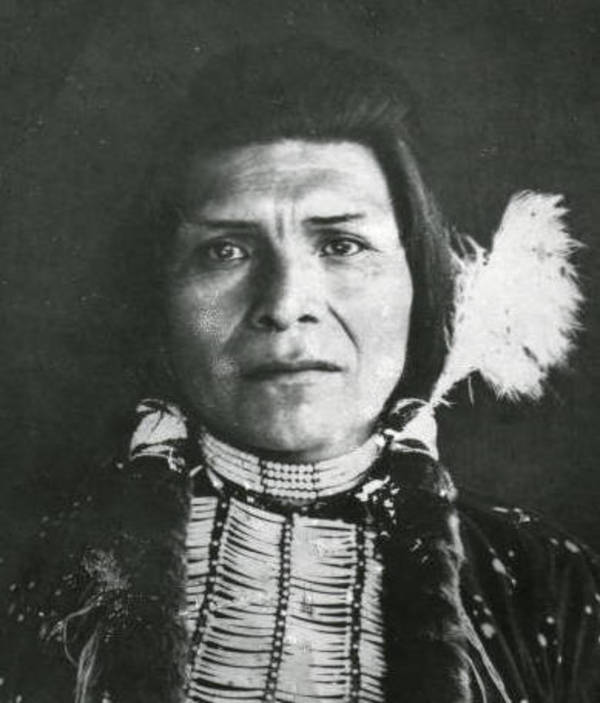